# كأس النرويج 1956
كأس النرويج 1956 (بالنرويجية: Norgesmesterskapet i fotball for menn 1956)‏ هو الموسم 51 من كأس النرويج. أشرف على تنظيمه اتحاد النرويج لكرة القدم، وفاز فيه نادي شايد.